# 티치노주
티치노주(이탈리아어: Ticino, 독일어: Tessin 테신[*], 프랑스어: Tessin 테생[*])는 스위스 남부에 있는 주로, 이탈리아와 인접한 지역이다. 티치노주는 스위스 연방을 구성하는 26개 주 중 하나이다. 8개 구역으로 구성되어 있으며 주도는 벨린초나이다. 그것은 또한 전통적으로 각각 몬테 체네리의 북쪽과 남쪽인 소프라체네리와 소토체네리로 나뉜다. 빨간색과 파란색은 국기의 색상이다.
티치노는 스위스 최남단에 있는 주이다. 발레주 및 그라우뷘덴주와 함께 3개의 큰 남부 알파인주 중 하나이다. 그러나 다른 모든 주와 달리 알프스의 거의 완전히 남쪽에 있다. 고트하르트의 주요 능선과 인접한 산맥을 통해 북서쪽으로 발레주, 북쪽으로 우리주 및 북동쪽으로 그라우뷘덴주와 접한다. 후자의 주는 평야 수준에서 티치노와 일부 경계를 공유하는 유일한 주이기도 하다. 칸톤은 캄피오네디탈리아를 포함하여 이탈리아와 국경을 접하고 있다.
가장 긴 강인 티치노강의 이름을 따서 명명된 이곳은 이탈리아어가 유일한 공식 언어이며, 그라우뷘덴의 남쪽 부분과 함께 스위스의 이탈리아어 사용 지역의 대부분을 나타내는 유일한 주이다. 2020년에 티치노의 인구는 350,986명이다. 가장 큰 도시는 밀라노와 인접한 루가노이고, 다른 두 개의 주목할만한 중심은 벨린초나와 로카르노이다. 주는 주요 관광지이며 독특한 문화와 요리법, 특히 마조레 호수와 루가노 호수 주변의 따뜻한 기후로 유명하다.
현재 칸톤이 차지하고 있는 땅은 15세기에 구스위스 연방의 마지막 고산 원정으로 다양한 스위스 군대에 의해 이탈리아 도시에서 합병되었다. 1798년에 설립된 헬베티아 공화국에서는 벨린초나와 루가노라는 두 개의 새로운 주 사이에 분할되었다. 1803년 스위스 연방이 창설되면서 이 두 주가 합쳐져 현대 티치노주를 형성하게 되었다. 특이한 위치 때문에 주는 다른 지역과의 연결을 위해 중요한 기반 시설에 의존한다. 최초의 주요 남북 철도 연결인 고트하르트 철도는 1882년에 개통되었다. 2016년에는 고트하르트 베이스 터널이 개통되어 알프스를 통과하는 최초의 평탄한 경로가 열렸다.

## 역사

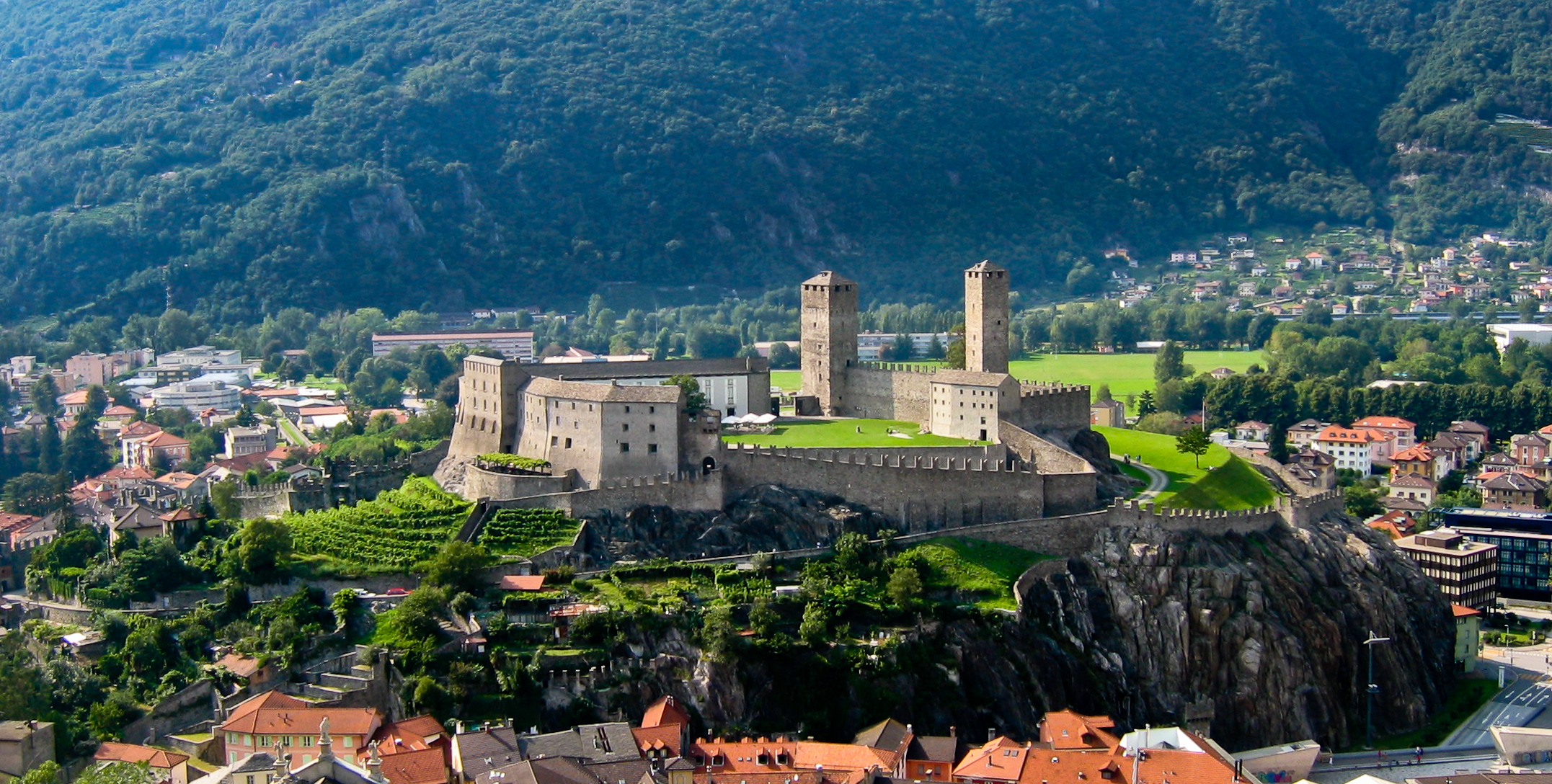
로마 시대부터 고트하르트 고개와 기타 산악 통과를 방어한 벨린초나성

고대에 오늘날의 티치노 지역은 켈트족인 레폰티족이 정착했다. 이후 아우구스투스의 통치 즈음에 이곳은 로마 제국의 일부가 되었다. 서로마 제국이 멸망한 후 동고트족, 롬바르드족, 프랑크족이 다스렸다. 1100년경 이곳은 밀라노와 코모의 자유 코뮌 사이의 투쟁의 중심지였다. 14세기에는 밀라노 공작 비스콘티가 이곳을 인수했다. 15세기 스위스 동맹이 세 번의 개별 정복으로 알프스 남쪽 계곡을 정복했다.
1403년과 1422년 사이에 이 땅 중 일부는 이미 우리주의 군대에 합병되었지만, 이후에 상실되었다. 우리는 1440년에 레벤티나 계곡을 정복했다. 두 번째 우리의 정복에서 슈비츠와 니트발덴은 1500년에 벨린초나 마을과 리비에라를 얻었다. 땅의 일부와 벨린초나 자체는 이전에 1419년에 우리에게 합병되었지만, 상실했다. 1422년에 다시 시도된 세 번째 정복은 당시 12개 주 연방 전체의 군대로 싸웠다. 1512년 로카르노, 마지아 계곡, 루가노, 및 멘드리시오가 복속되었다. 그 후, 성 고트라흐트에서 비아스카 마을(레벤티나 계곡)까지 티치노강의 상류 계곡이 우리의 일부가 되었다. 나머지 영토(Baliaggi Ultramontani, Ennetbergische Vogteien, Bailiwicks Beyond the Mountains)는 12개 주에서 관리했다. 이 구역은 2년 동안 직위를 유지하고 동맹 회원들로부터 그것을 매입하는 집행관에 의해 관리되었다.

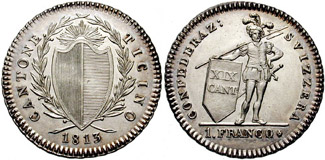
1850년 스위스 프랑이 도입되기 전까지 티치노의 통화였다.

티치노주의 땅은 구스위스 연방이 마지막으로 정복한 땅이다. 연맹은 1515년 프랑스의 프랑수아 1세에 의한 마리냐노 전투에서 패배한 후 더 이상의 정복을 포기했다. 레벤티나 계곡은 1755년 우리에 대한 반란을 일으켰지만 실패했다. 1798년 2월에 루가노에서 자원봉사 민병대가 치살피나 공화국을 병합하려 시도했지만, 격퇴되었다. 1798년에서 1803년 사이에 헬베티아 공화국 동안 두 개의 주(벨린초나주와 루가노주)가 만들어졌다. 그러나 1803년에 둘은 조정법에 따라 같은 해에 정회원으로 스위스 연방에 합류한 티치노주를 형성하기 위해 통합되었다. 나폴레옹 전쟁 동안 많은 티치네시(다른 스위스인의 경우와 마찬가지로)는 프랑스와 동맹을 맺은 스위스 군대에서 복무했다. 주는 1813년에서 1850년 사이에 스위스 프랑을 사용하기 시작하면서 자체 통화인 티치네 프랑코를 주조했다.
19세기 초, 동시대 프랑스-덴마크 학자인 콘라드 말테 브룬은 다음과 같이 말했다. 벨린초나, 루가노, 로카르노가 번갈아 가며 주의 수도가 되었으나, 1878년에는 벨린초나가 유일하고 영구적인 수도가 되었다. 연방 정부는 1870년, 1876년, 1889년, 1890~1891년에 여러 차례 질서를 회복했다.
현재의 주 헌법은 1997년부터 시작되었다. 많이 수정된 이전 헌법은 스위스 연방이 수립되기 거의 20년 전인 1830년에 성문화되었다.

## 지리

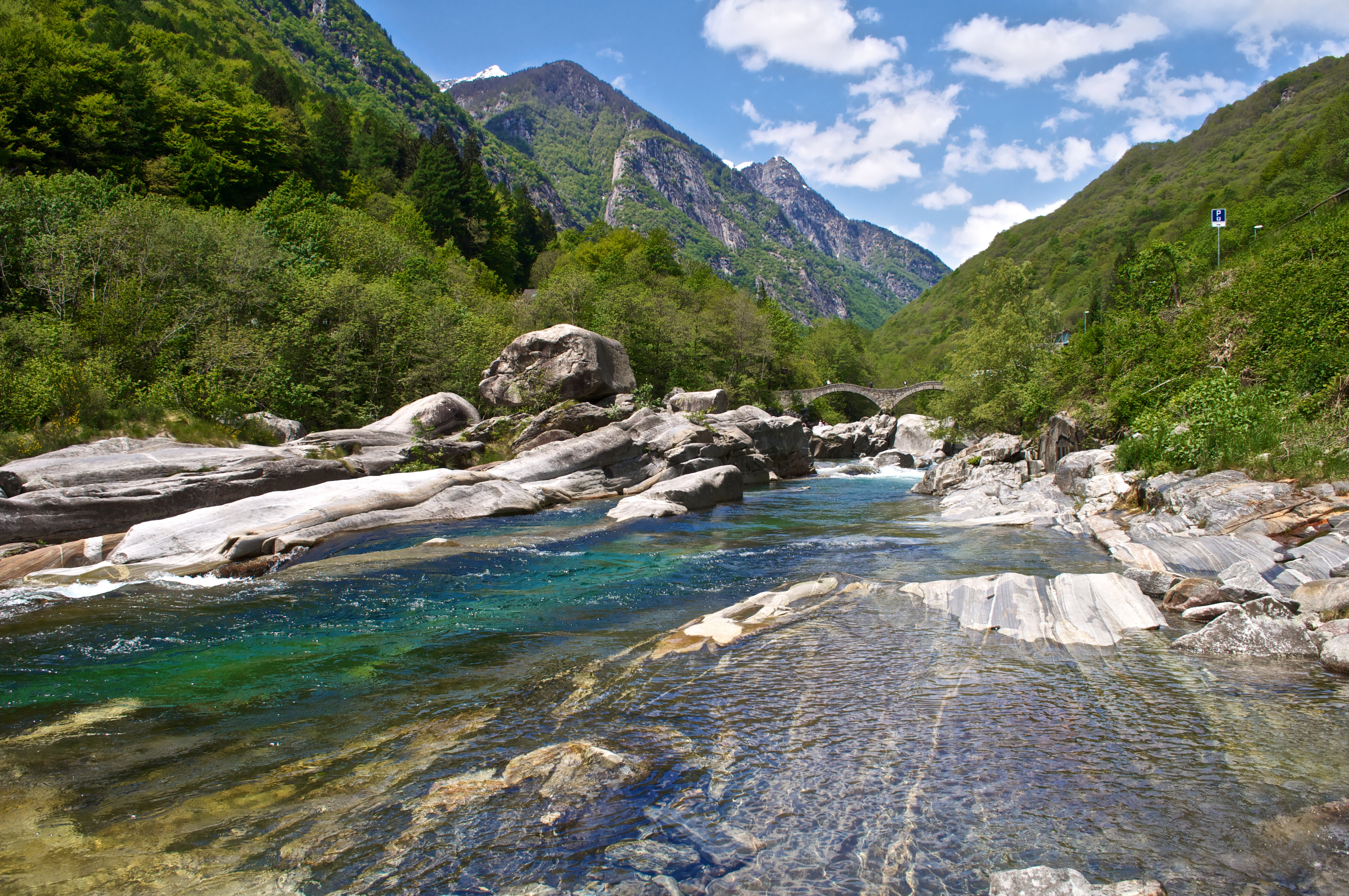
베르자스카 계곡 (이곳 라베르테초) 근처에 티치노의 중앙 계곡이 있다.

티치노는 스위스 최남단의 주이다. 주의 북쪽과 남쪽 끝에 있는 몇 가지 예외를 제외하고는 완전히 포강의 지류인 티치노 분지에 있다. 발레주 및 그리종와 함께 포 분지를 포함하는 3개 주 중 하나이며, 따라서 알프스 남쪽이다. 그러나 이러한 주(및 다른 모든 주)와 달리 티치노의 모든 정착지는 알프스의 남쪽에 있으므로 스위스 고원 (및 대부분의 국가)과 큰 알프스 장벽으로 분리되어 있다. 주는 또한 북부 라인 유역, 고타드 고개 및 그 주변의 일부 작은 지역을 포함한다. 산타마리아 호수. 주의 최남단은 포강에서도 배수되지만, 브레쟈강(Breggia)이나 아다강(Adda)를 통해서도 배수된다.
주는 전통적으로(행정적으로는 아님) 두 지역으로 나뉜다. 북부 지역인 소포라체네리는 마조레 호수 주변의 계곡에 의해 형성되며, 주에서 가장 높은 산과 주요 알프스 유역을 포함한다. 남부 지역인 소토체네리는 루가노 호수 주변 지역으로 남부 알프스 산기슭의 시작을 표시한다. 두 지역 사이에는 적당히 높은 고개와 중요한 남북축인 몬테 체네리가 있다. 소포라체네리는 벨린초나, 블레니오, 레벤티나, 로카르노, 리비에라 및 발레마쟈(Vallemaggia), 그리고 영토의 약 85%와 인구의 43%를 구성한다. 소토체네리는 루가노와 멘드리시오 지역으로 구성되며 영토의 약 15%, 인구의 57%를 구성한다. 가장 큰 도시인 루가노가 인구 밀도가 높은 소토체네리에 있고, 두 개의 다른 주요 도시인 벨린초나와 로카르노는 소포라체네리에 있다.
주의 이름 유래가 된 티치노강은 티치노주의 가장 큰 강이다. 북서쪽에서 베드레토 계곡와 레벤티나 계곡을 거쳐 로카르노 근처의 마조레호로 들어간다. 주요 지류는 블레니오 계곡의 브레노와 그리종의 메솔치나 계곡의 모에사강(Moesa)이다. 대부분의 주의 땅은 강에 의해 형성되었으며, 강 중간 부분은 일반적으로 리비에라로 알려진 넓은 계곡을 형성한다. 그러나 주의 서쪽 땅은 마쟈강에 의해 배수된다. 베르자스카 계곡은 레벤티나 계곡과 마쟈 계곡 사이에 있다. 루가노 호수로 직접 배수되는 작은 지역도 있다. 대부분의 땅은 알프스 산맥에 속하지만, 이탈리아 북부에서 흘러내리는 포 평야의 일부가 작은 지역이다.

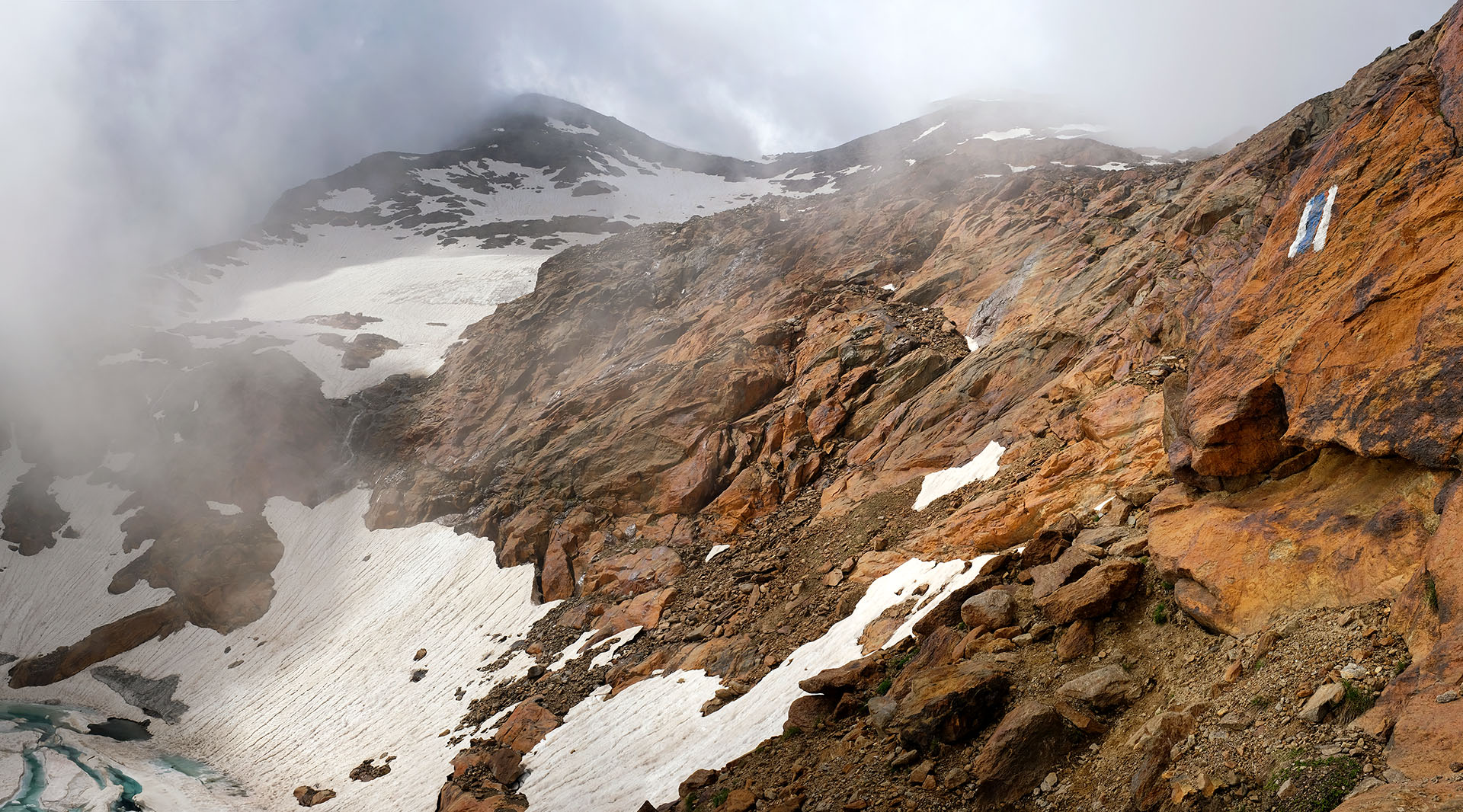
캄포 텐시아의 고지대 풍경

스위스의 가장 낮은 지점(마조레 호수)과 가장 낮은 마을(아스코나)을 포함하고 있지만, 티치노의 지형은 고도차가 네 번째로 큰 주이기 때문에 매우 험준하다. 이 지역이 본질적으로 알프스, 특히 레폰틴 알프스, 고트하르트 대산괴와 루가노 프레알프스 내에 있기 때문이다. 가장 길고 깊은 계곡은 티치노, 베르자스카 및 마쟈 계곡이다. 두 개의 가장 높은 산은 라인발트호른(Rheinwaldhorn)과 바소디노(Basòdino)이다. 다른 주목할만한 산은 Pizzo Rotondo (고트하르트 대산괴에서 가장 높음), Pizzo Campo Tencia (주 내에서 가장 높음),몬테 제네로소 (루가노 호수의 남쪽에서 가장 높은 곳)와 몬테 타마로(주에서 가장 눈에 띄는 곳). 전체 목록은 티치노의 산 목록을 참조.
주의 면적은 2,812k㎡이며, 그중 약 4분의 3이 나무나 작물을 생산하는 것으로 간주된다. 숲은 면적의 약 1/3을 차지하지만, 마조레 호수(또는 베르바노)와 루가노 호수(또는 세레시오) 도 상당한 소수를 차지한다. 주은 알프스의 주요 능선을 가로질러 3개의 다른 주과 국경을 공유하며, 북동쪽으로 연결되어 있다. 그곳에서 다시 루크마니에 고개와 메솔치나 계곡으로 연경된다. 벨린초나에서 북쪽으로 몇 킬로미터 떨어진 후자의 계곡은 다른 주에 대한 유일한 (자연적인) 낮은 고도 접근이다. 티치노는 이탈리아와 국경을 접하고 있다. 남서쪽에는 이탈리아의 피에몬테주가 있고, 남동쪽에는 롬바르디아주가 있다. 이탈리아와 스위스 사이의 주요 국경은 주 최남단에 있는 키아소 국경이다.

### 기후
티치노의 기후는 대부분 지중해의 영향을 받는데, 알프스는 북유럽 날씨로부터 보호한다. 결과적으로 평야는 따뜻하고, 습한 여름과 온화한 겨울을 경험한다. 이 기후는 스위스의 다른 지역 보다 눈에 띄게 따뜻하고 습한다. 독일어를 사용하는 스위스에서 티치노는 쇼넨스튜브(Sonnenstube, 태양 베란다)라는 별명을 가지고 있다. 이는 취리히가 1,700시간 동안 일조량을 기록하는 것과 비교하여 티치노주의 연간 일조 시간은 2,300시간 이상이 되기 때문이다. 티치노주는 여름에 특히 심한 폭풍과 강우를 동반하기도 한다. 스위스에서 낙뢰 방전이 가장 많이 발생하는 지역이다. 반대로 여름과 겨울에는 극심한 가뭄을 겪기도 하고, 전국에서 산불 피해가 가장 큰 지역이다.
티치노의 기후는 고도가 다양하기 때문에 아열대 기후의 영향을 받는 마조레 호수에서 아극 기후 및 툰드라 기후의 영향을 받는 높은 알프스에 이르기까지 매우 다양하다. 따라서 스위스의 나머지 지역과 마찬가지로 이 지역에서도 다양한 유형의 생태계가 발견된다. 저지에서는 낙엽 활엽수림이 편재해 있고, 반면 높은 고도에서는 침엽수림으로 대체되는 경향이 있다. 단, 소토체네리(루가노 프레알프스)에서는 거의 존재하지 않는다. 수목선은 소포라체네리에서 약 2,000m, 소토체네리에서 1,600m에 있다. 티치노에서 두 번째로 높은 산인 바소디노(Basòdino)는 주에서 가장 큰 빙하가 존재한다. 겨울에는 가장 높은 곳, 특히 아이롤로와 보스코(Bosco)/구린(Gurin)에서 스키가 인기를 끈다. 낮은 지역, 특히 마조레 호수와 루가노 호수 주변에서는 포도밭, 올리브 나무와 남부 유럽에서 흔히 볼 수 있는 기타 과일이 재배된다. 여러 종류의 내한성 야자수와 기타 아열대 종들이 이곳에서 자랄 수 있으며, 자생종은 없지만, 생태계에서 이들의 존재는 증가하고 있다. 특히 브리사고 제도(Brissago Islands)와 쉐러 공원(Scherrer Park)과 같은 호수 근처의 수많은 정원은 이국적인 식물로 유명하다.

### 교구
루가노 교구는 주와 같은 지역에 있다.

### 와인 지역
티치노는 스위스 와인의 와인 산지 중 하나이다. 정의된 지역은 티치노주 전체와 이웃한 그리종주의 이탈리아어 사용 지역인 모에사(Moesa, Misox 및 카란카 계곡)를 포함한다.

## 행정 구역

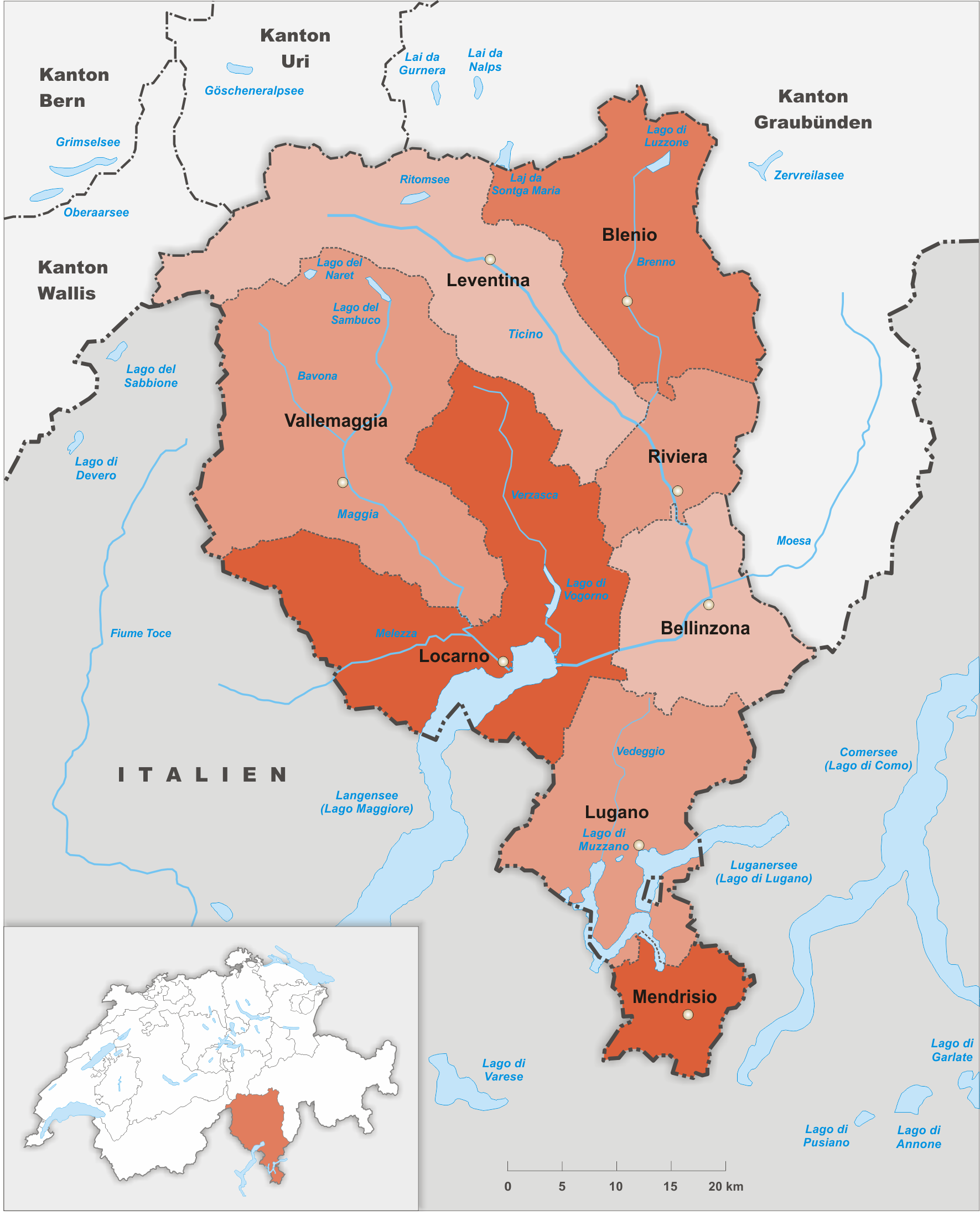
티치노주의 구

### 정치 공동체
티치노 주는 108개의 정치 공동체 로 구성되어 있다. (2021년 7월 8일 기준). 티치노 주 의회는 원래 2020년까지 지자체의 수를 135개에서 23개로 줄이려고 했다. (글라루스 시 개혁과 비교)
2020년 12월 31일 현재 5,000명 이상의 주민이 있는 티치노에서 가장 인구가 많은 정치 커뮤니티는 다음과 같다.
| 정치 공동체         | 인구   |
| ------------------- | ------ |
| 루가노              | 62,315 |
| 벨린초나, 주요 도시 | 43,360 |
| 로카르노            | 15,728 |
| 멘드리시오          | 14,902 |
| 키아소              | 7,581  |
| 미누시오            | 7,356  |
| 카프리아스카        | 6,755  |
| 로소네              | 6,647  |
| 마사뇨              | 6,272  |
| 비아스카            | 6,094  |
| 아스코나            | 5,554  |
| 감바로뇨            | 5,163  |

### 구
티치노주는 8개 구(Bezirke)로 나뉘며, 차례로 38개 자치체(Kreise)로 나뉜다.
| 구         | 인구 (2020년 12월 31일) | 면적 in km2 | 주요 도시  | BFS-Nr. |
| ---------- | ----------------------- | ----------- | ---------- | ------- |
| 벨린초나   | 55,906                  | 226.33      | 벨린초나   | 2101    |
| 블레니오   | 5,656                   | 360.58      | 아쿠아로사 | 2102    |
| 레반티나   | 8,827                   | 479.55      | 파이도     | 2103    |
| 로카르노   | 63,774                  | 550.57      | 로카르노   | 2104    |
| 루가노     | 150,556                 | 307.94      | 루가노     | 2105    |
| 멘드리시오 | 49,969                  | 100.75      | 멘드리시오 | 2106    |
| 리비에라   | 10,346                  | 145.60      | 리비에라   | 2107    |
| 발레마기아 | 5,952                   | 569.37      | 세비오     | 2108    |
| 합계(8)    | 350,986                 | 2,812.16    | 벨린초나   |         |

## 인구통계
티치노주의 종교 (15세 이상, 2012)

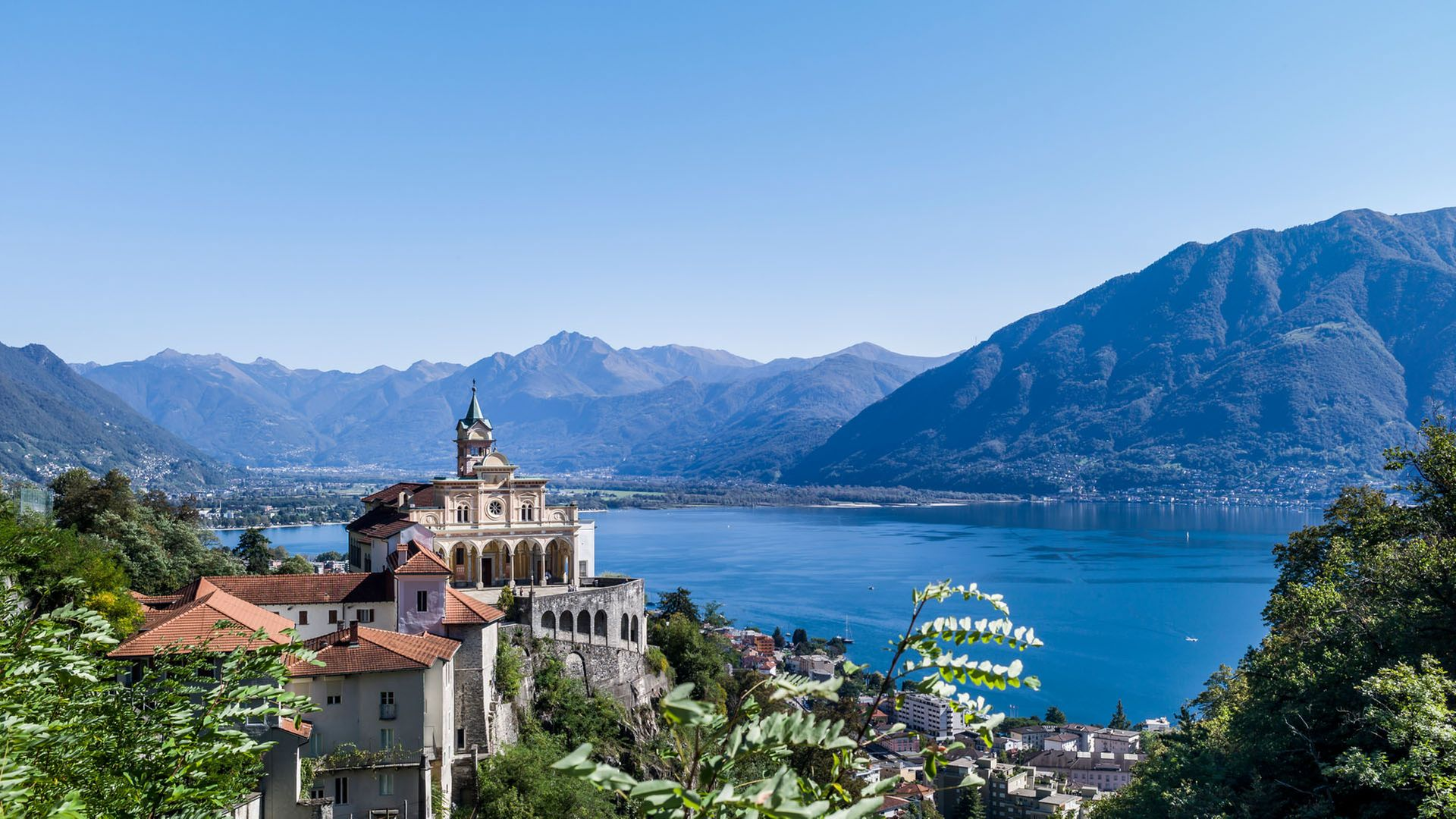
주의 주요 종교는 가톨릭이다(오르셀리나의 마돈나 델 사소 성소

2020년 12월 31일 기준, 티치노주의 인구는 350,986명이다. 2013년 기준으로 인구는 94,366명으로 전체 인구의 약 27.2%이다. 외국인 인구의 가장 큰 집단은 이탈리아인(46.2%)이었고, 크로아티아인(6.5%)과 포르투갈인(5.9%)이 그 뒤를 이었다. 인구 밀도(2005년)는 km2당 114.6명이다. 2000년 기준으로 인구의 83.1%가 이탈리아어를, 8.3%가 독일어를, 1.7%가 세르보-크로아티아어를 사용한다.
2019년 기준으로 전체 인구의 70.0%가 가톨릭 신자이다. 2012년 조사에 따르면 15세 이상 인구는 대부분 가톨릭 신자(70%)였다. 추가 기독교 교파는 인구의 10%(스위스 개혁 교회 4% 포함), 2%는 이슬람, 1%는 다른 종교(유대인 포함 0.1%)를 차지했다.
공식 언어이자 대부분의 서면 의사소통에 사용되는 언어는 스위스 이탈리아어이다. 표준 이탈리아어와 매우 유사함에도 불구하고, 스위스 이탈리아어는 단어를 동화시키는 프랑스어와 독일어의 영향으로 인해 이탈리아에서 사용되는 이탈리아어와 약간의 차이점이 있다. 티치네와 같은 롬바르드 언어의 방언은 특히 계곡에서 여전히 사용되지만, 공식적인 목적으로 사용되지는 않는다.
이탈리아어를 구사하는 사람들이 우세함에도 불구하고, 표준 또는 스위스 독일어의 유창함은 분야나 업무 영역에 관계없이 고용을 위한 중요한 전제 조건으로 간주된다.
2016년 티치노주는 85.0세의 두 번째로 높은 기대 수명과 82.7세의 가장 높은 남성 기대 수명을 가진 유럽 지역이었다.
역사적 인구는 다음 표에 나와 있다.
| 과거 인구 자료 | 과거 인구 자료 | 과거 인구 자료 | 과거 인구 자료 | 과거 인구 자료    |
| 년도           | 전체 인구      | 스위스인       | 비스위스인     | 인구 비율 전체 중 |
| -------------- | -------------- | -------------- | -------------- | ----------------- |
| 1850           | 117 759        | 109,952        | 7,807          | 4.9%              |
| 1880           | 130,394        | 110,306        | 20,088         | 4.6%              |
| 1900           | 138,638        | 108,181        | 30,457         | 4.2%              |
| 1950           | 175,055        | 144,909        | 30,146         | 3.7%              |
| 1970           | 245,458        | 177,954        | 67,504         | 3.9%              |
| 2000           | 306,846        | 228,057        | 78,789         | 4.2%              |
| 2020           | 350,986        |                |                | 4.1%              |